# Frederic Wilhelm, Elector de Brandenburg
Frederic Wilhelm (germană Friedrich Wilhelm), (n. 16 februarie 1620, Berlin, Brandenburg-Prusia – d. 29 aprilie 1688, Potsdam, Brandenburg, Germania) a fost Elector de Brandenburg și Duce de Prusia - și deci conducător de Brandenburg-Prusia - din 1640 până la moartea sa. Membru al Casei de Hohenzollern, el a fost cunoscut sub numele "Marele Elector" (Der Große Kurfürst) datorită dibăciei militare și politice.
Frederic Wilhelm a fost un pilon al credinței calviniste. Și-a dat seama de importanța comerțului și l-a promovat puternic. Reformele lui interne au dat Prusiei o poziție puternică în ordinea politică post-Westphalia în nordul și centrul Europei. 